# Les Trois Mousquetaires (film, 1932)
Pour les articles homonymes, voir Les Trois Mousquetaires (homonymie).
Pour plus de détails, voir Fiche technique et Distribution.
Les Trois Mousquetaires est un film français en deux époques d'Henri Diamant-Berger, sorti en 1932 :
- Première époque : Les Ferrets de la reine
- Deuxième époque : Milady

Le réalisateur avait sorti une première version du film en 1921.

## Fiche technique
- Titre : Les Trois Mousquetaires
- Réalisation : Henri Diamant-Berger
- Scénario : Henri Diamant-Berger d'après le roman éponyme d'Alexandre Dumas père
- Décors : Marc Lauer
- Photographie : Maurice Desfassiaux
- Musique : Jean Lenoir
- Production : Henri Diamant-Berger
- Pays de production :  France
- Format : Noir et blanc - 35 mm  - 1,33:1 – Son mono
- Genre : Film d'aventure
- Durée : 246 minutes (4 h 06 min au total des 2 films[1])
- Dates de sortie en France : 
  - 1re partie - 9 décembre 1932
  - 2e partie - 17 février 1933
- Affiche : Jean-Adrien Mercier

## Distribution
- Aimé Simon-Girard : D'Artagnan
- Henri Rollan : Athos
- Thomy Bourdelle : Porthos
- Jean-Louis Allibert : Aramis

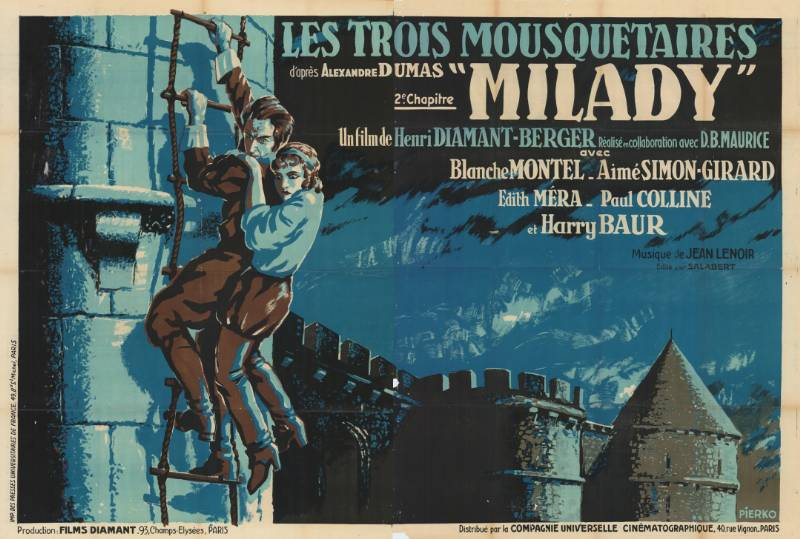
Affiche de Milady, 2e partie du film.

- Blanche Montel :  Constance Bonacieux
- Andrée Lafayette :  La Reine Anne d'Autriche
- Edith Méra :  Milady de Winter
- Henri Baudin :  Le Comte de Rochefort
- Harry Baur :  M. de Tréville
- Paul Colline :  Planchet
- Maurice Escande : le Duc de Buckingham
- Fernand Francell : le Roi Louis XIII
- Samson Fainsilber : Cardinal Richelieu
- Romain Bouquet : M Bonacieux
- Hélène Larra : La Duchesse de Chevreuse
- Marcelle Monthil : Dona Estefana
- Geneviève Félix : la Supérieure
- Lulu Vattier : Mme Coquenard
- Renée Varville : Mme de Launois, l'espionne du Cardinal
- Georges Tourreil : Felton
- Robert Ozanne : de Wardes
- Esther Kiss : Ketty
- Serjius : Mousqueton
- Bill Bocket : Grimaud
- Teddy Michaud : Giovanni
- Tony Pary : de Winter
- Edmond Van Daële : Le père Joseph
- René Hiéronimus : Bazin
- Laurent Morléas
- Jean Joffre
- Jean Arbuleau
- Lise Élina

## Autour du film
- Aimé Simon-Girard et Henri Rollan jouaient déjà dans la version de 1921 les rôles de D'Artagnan et d'Athos ; Henri Baudin, le rôle du Comte de Rochefort.